# Tserkiezi
Tserkiezi (gr. Τσερκέζοι) – wieś w Republice Cypryjskiej, w dystrykcie Limassol. W 2011 roku liczyła 50 mieszkańców.